# Municipio de Pļaviņas
El municipio de Pļaviņu (en Letón: Pļaviņu novads) es uno de los ciento diez municipios de Letonia, se encuentra localizado en el suroeste de dicho país báltico. Fue creado durante el año 2009 después de una reorganización territorial. La ciudad capital es la ciudad de Pļaviņas.

## Ciudades y zonas rurales
- Pļaviņas (ciudad)
- Aiviekstes pagasts (zona rural)
- Klintaines pagasts (zona rural)
- Pļaviņu pagasts (zona rural)
- Vietalvas pagasts (zona rural)

## Población y territorio
Su población se encuentra compuesta por un total de 6.447 personas (2009). La superficie de este municipio abarca una extensión de territorio de unos 376,8 kilómetros cuadrados. La densidad poblacional es de 17,11 habitantes por cada kilómetro cuadrado.